# Karim Essediri
Karim Essediri (Meaux, 29 luglio 1979) è un allenatore di calcio e calciatore tunisino, di ruolo centrocampista.

## Biografia
Nato e cresciuto a Meaux, nei pressi di Parigi, è in possesso sia della cittadinanza francese che tunisina. È d'origine libica.

## Carriera

### Giocatore

#### Club

##### Gli inizi e l'approdo in Norvegia
Cresciuto nelle giovanili del Red Star, è stato aggregato alla prima squadra, per poi trasferirsi in Tunisia per militare nelle file del Club Africain. Successivamente, si è aggregato in prova ai norvegesi del Tromsø, ben figurando e ottenendo un contratto quadriennale col club. Ha esordito in Eliteserien il 16 aprile 2001, schierato titolare nella vittoria sul campo dello Stabæk per 0-3. Il 9 settembre successivo ha trovato la prima rete nella massima divisione locale, in occasione del pareggio casalingo contro il Bryne, col punteggio di 2-2. Al termine di quella stessa stagione, il Tromsø è retrocesso in 1. divisjon.

##### Bodø/Glimt
A seguito di questo risultato, Essediri ha manifestato l'intenzione di trasferirsi al Brann, ma i due club non sono riusciti a trovare un accordo. L'allenatore del Tromsø, Trond Johansen, ha espresso la volontà di cedere Essediri, poiché voleva puntare soltanto su calciatori che avessero voglia di restare in squadra. Il calciatore tunisino è stato quindi ceduto al Bodø/Glimt, con la formula del prestito.
Ha esordito con questa maglia l'11 maggio 2002, sostituendo Stig Johansen nel pareggio a reti inviolate contro il Viking. Il 29 maggio ha segnato le prime reti, con una doppietta nella vittoria per 2-11 sul campo del Mosjøen nel primo turno del Norgesmesterskapet. Ha chiuso la stagione con 15 presenze e 2 reti, per far poi ritorno al Tromsø per fine prestito.

##### Nuovamente al Tromsø
Ritornato al Tromsø, ha passato la prima metà della stagione 2003 ai margini della rosa, limitandosi quasi esclusivamente a giocare per la squadra riserve. Con l'avvicendamento in panchina tra Trond Johansen ed il nuovo allenatore Terje Skarsfjord, nel mese di agosto, il giocatore tunisino è tornato stabilmente tra i titolari. Essediri è rimasto in squadra fino al termine del campionato 2005, totalizzando complessivamente 103 presenze e 12 reti con questa maglia, tra tutte le competizioni.

##### Rosenborg
Dopo aver manifestato l'intenzione di non rinnovare il contratto in scadenza con il Tromsø, Essediri è stato ceduto al Rosenborg a titolo definitivo. Ha esordito in squadra il 17 aprile 2006, schierato titolare nella vittoria casalinga per 3-0 sullo Start. Convocato per il campionato del mondo 2006, Essediri ha saltato circa due mesi di campionato ed al suo ritorno in squadra ha perso il posto da titolare, superato nelle gerarchie da Daniel Braaten, Øyvind Storflor, Jan Gunnar Solli e Michael Jamtfall. Il tunisino è rimasto per una squadra per una sola stagione, totalizzando 11 presenze tra campionato e coppa: ha contribuito al successo finale in Eliteserien.

##### Lillestrøm
Successivamente all'esperienza al Rosenborg, Essediri è stato ingaggiato dal Lillestrøm. Ha debuttato con questa casacca in data 9 aprile 2007, subentrando ad Olivier Occéan nella vittoria casalinga per 3-0 sul Fredrikstad. Il 13 giugno successivo ha trovato la prima rete, nel successo per 0-5 sul campo dell'Orkla, in una sfida valida per l'edizione stagionale del Norgesmesterskapet. Per la prima rete in campionato ha dovuto attendere fino al 23 ottobre 2010, quando ha segnato il gol in favore della sua squadra nella sconfitta per 2-1 sul campo del Vålerenga. Essediri ha lasciato il Lillestrøm al termine della stagione 2011, congedandosi con 118 presenze e 3 reti tra campionato e coppe, ritirandosi dall'attività agonistica.

#### Eidsvold Turn
Il 10 agosto 2017 è stato reso noto che Essediri sarebbe tornato in campo per l'Eidsvold Turn, in 3. divisjon.

#### Nazionale
Essediri ha disputato 8 partite per la Tunisia, partecipando anche alla Coppa del Mondo 2006.

### Allenatore
Il 7 febbraio 2017, Essediri è stato nominato allenatore dell'Eidsvold Turn, in tandem con Jon Audun Slaatsveen. Il duo si è congedato dal club il successivo 10 novembre, andando a ricoprire il medesimo incarico allo Skedsmo, a partire dal 1º gennaio 2018.

## Statistiche

### Presenze e reti nei club
Statistiche aggiornate al 10 agosto 2017.
| Stagione          | Club              | Campionato        | Campionato | Campionato | Coppe nazionali | Coppe nazionali | Coppe nazionali | Coppe continentali | Coppe continentali | Coppe continentali | Supercoppe | Supercoppe | Supercoppe | Totale | Totale |
| Stagione          | Club              | Comp              | Pres       | Reti       | Comp            | Pres            | Reti            | Comp               | Pres               | Reti               | Comp       | Pres       | Reti       | Pres   | Reti   |
| ----------------- | ----------------- | ----------------- | ---------- | ---------- | --------------- | --------------- | --------------- | ------------------ | ------------------ | ------------------ | ---------- | ---------- | ---------- | ------ | ------ |
| 1998-1999         | Red Star          | D2                | ?          | ?          | CF              | ?               | ?               | -                  | -                  | -                  | -          | -          | -          | ?      | ?      |
| 1999-2000         | Club Africain     | L1                | ?          | ?          | CT              | ?               | ?               | -                  | -                  | -                  | -          | -          | -          | ?      | ?      |
| 2001              | Tromsø            | ES                | 21         | 2          | CN              | 5               | 1               | -                  | -                  | -                  | -          | -          | -          | 26     | 3      |
| 2002              | Bodø/Glimt        | ES                | 13         | 0          | CN              | 2               | 2               | -                  | -                  | -                  | -          | -          | -          | 15     | 2      |
| 2003              | Tromsø            | ES                | 14         | 0          | CN              | 4               | 2               | -                  | -                  | -                  | -          | -          | -          | 18     | 2      |
| 2004              | Tromsø            | ES                | 25         | 3          | CN              | 4               | 3               | -                  | -                  | -                  | -          | -          | -          | 29     | 6      |
| 2005              | Tromsø            | ES                | 21         | 1          | CN              | 1               | 0               | CU                 | 8                  | 0                  | -          | -          | -          | 30     | 1      |
| Totale Tromsø     | Totale Tromsø     | Totale Tromsø     | 81         | 6          |                 | 14              | 6               |                    | 8                  | 0                  |            | -          | -          | 103    | 12     |
| 2006              | Rosenborg         | ES                | 8          | 0          | CN              | 3               | 0               | -                  | -                  | -                  | -          | -          | -          | 11     | 0      |
| 2007              | Lillestrøm        | ES                | 8          | 0          | CN              | 2               | 1               | CU                 | 1                  | 0                  | -          | -          | -          | 11     | 1      |
| 2008              | Lillestrøm        | ES                | 16         | 0          | CN              | 2               | 0               | CU                 | 2                  | 0                  | -          | -          | -          | 20     | 0      |
| 2009              | Lillestrøm        | ES                | 22         | 0          | CN              | 2               | 0               | -                  | -                  | -                  | -          | -          | -          | 24     | 0      |
| 2010              | Lillestrøm        | ES                | 29         | 1          | CN              | 3               | 1               | -                  | -                  | -                  | -          | -          | -          | 32     | 2      |
| 2011              | Lillestrøm        | ES                | 28         | 0          | CN              | 3               | 0               | -                  | -                  | -                  | -          | -          | -          | 31     | 0      |
| Totale Lillestrøm | Totale Lillestrøm | Totale Lillestrøm | 103        | 1          |                 | 12              | 2               |                    | 3                  | 0                  |            | -          | -          | 118    | 3      |
| ago.-dic. 2017    | Eidsvold Turn     | 3D                | 0          | 0          | CN              | -               | -               | -                  | -                  | -                  | -          | -          | -          | 0      | 0      |
| Totale            | Totale            | Totale            | 205+       | 7+         |                 | 31+             | 10+             |                    | 11                 | 0                  |            | -          | -          | 247+   | 17+    |

## Palmarès

### Club
- Campionato norvegese: 1

Rosenborg: 2006